# Metal alcalin
Metalele alcaline reprezintă grupa constituită din litiu (Li), sodiu (Na), potasiu (K), rubidiu (Rb), cesiu (Cs), și franciu (Fr). Împreună cu hidrogenul acestea constitute grupa 1, aflată în blocul-s al tabelului periodic. Toate metalele alcaline au electronul de pe ultimul strat în orbitalul-s: această configurație comună a electronilor rezultă în proprietăți foarte similare. Metalele alcaline sunt un exemplu concret al tendințelor unei grupe, elementele prezentând caracteristici omoloage. Această familie de elemente este cunoscută și ca familia litiului, datorită elementului din vârf.
Toate metalele alcaline prezintă luciu, sunt moi, extrem de reactive în condiții standard de temperatură și presiune, având abilitatea de cedare electronică ce formează cationi încărcați +1. Pot fi tăiate ușor cu un cuțit datorită durității mici, suprafața expusă fiind oxidată rapid de umiditatea atmosferică și oxigen (iar în cazul litiului, azotul realizează acest proces). Datorită reactivității înalte, acestea trebuie depozitate în ulei pentru a preveni reacțiile cu aerul, sunt răspândite în natură doar sub formă de săruri și niciodată în stare nativă. Cesiul este cel mai reactiv dintre metalele alcaline; toate alcalinele reacționează cu apa, reacția devenind mai violentă odată cu creșterea masei atomice.
Toate metalele alcaline sunt răspândite în natură sub formă de compuși: în ordinea abundenței elementelor chimice, sodiul este cel mai abundent, urmat de potasiu, litiu, rubidiu, cesiu și, în cele din urmă, franciu (care este extrem de rar datorită radioactivității sale mari; franciul este stabil în natură sub formă izotopică ca și măsură intermediară în anumite ramuri obscure ale lanțului natural de dezintegrare. S-a încercat, la nivel experimental, sinteza ununeniului (Uue), care se presupune a fi următorul membru al grupei, însă fără rezultate. Cu toate acestea, ununeniul e posibil să nu fie un metal alcalin datorită efectului relativistic, predicându-se a avea un efect major asupra proprietăților chimice ale elementelor supergrele; chiar dacă s-ar dovedi că nu este un metal alcalin, ar fi posibil să existe diferențe ale proprietîților fizice și chimice, comparativ cu omologii mai ușori. 
Aplicațiile tehnologie ale metalelor alcaline sunt diverse, cea mai cunoscută utilizare fiind ale atomilor de rubidiu și cesiu în ceasurile atomice, cesiul fiind și elementul pe care s-a bazat măsura de secundă. O aplicație comună ai compușilor sodiului este lampa pe bază de vapori de sodiu, ce oferă lumină optimă. Sarea de bucătărie, sau clorura de sodiu, a fost utilizată încă din Antichitate. Litiul a fost utilizat atât în tratamentele psihiatrice, cât și ca anod în bateriile de litiu. Sodiul și potasiul sunt de asemenea elemente esențiale, având un rol biologic major ca și electroliți; deși celelalte metale alcaline nu prezintă același caracter esențial, prezintă diverse efecte variate asupra organismelor (atât benefice, cât și toxice).
Contents

## Istoric

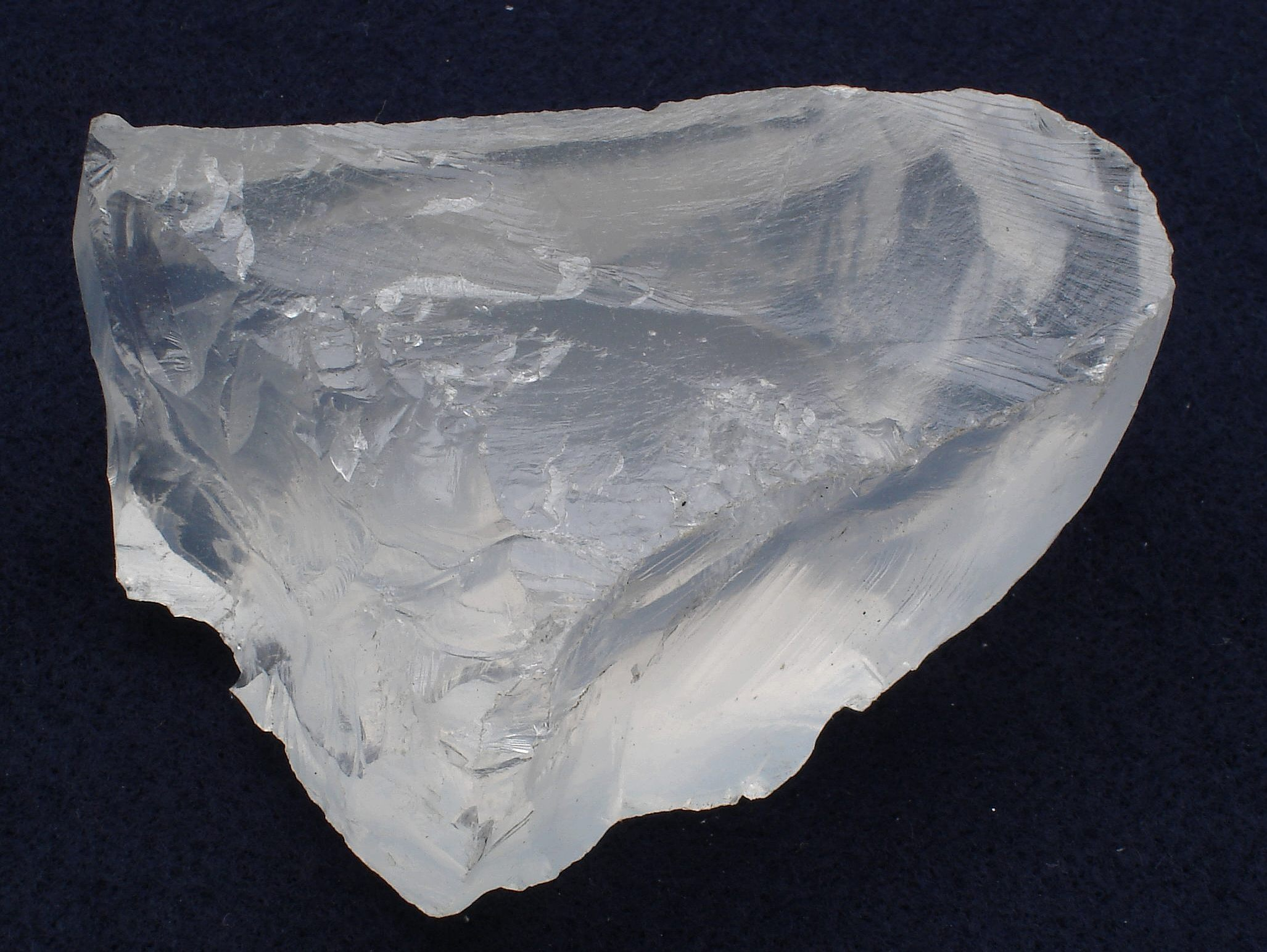
Petalit, mineralul folosit în izolarea litiului

Compușii sodiului au fost cunoscuți încă din Antichitate; clorura de sodiu a fost un element important al activității umane, termenul de salariu  având etimologia din plata soldaților romani cu sare, ulterior permițându-le să primească o sumă de bani pentru alte achiziții.  Deși potasa era utilizată din Antichitate, aceasta nu a fost înțeleasă ca o substanță diferită de sărurile minerale de sodiu. Georg Ernst Stahl obținuse dovezi experimentale ale diferenței dintre sodiu și potasiu în 1702, iar Henri-Louis Duhamel du Monceau a dovedit această diferență în 1736. Compoziția chimică exactă a compușilor de sodiu și potasiu, precum și statutul de element chimic al sodiului și potasiului nu erau cunoscute la vremea respectivă, nefiind astfel incluse de Antoine Lavoisier în lista sa ale elementelor chimice din 1789.
Potasiul pur a fost izolat prima dată în 1807 în Anglia, de către Humphry Davy, ca produs al electrolizei cu pila voltaică a topiturii de potasă caustică (KOH, hidroxid de potasiu); alte încercări anterioare s-au dovedit fără succes, datorită reactivității înalte a potasiului.:68 Potasiul a fost primul metal izolat prin electroliză. Mai târziu în același an, Davy raportase extracția sodiului folosindu-se de aceeași tehnică aplicată pe soda caustică (NaOH, leșie), demonstrând astfel că elementele și sărurile lor sunt diferite.

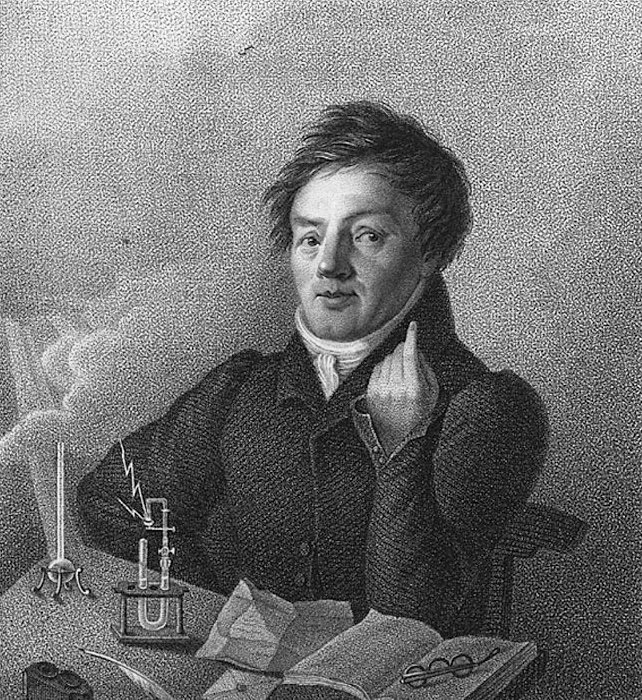
Johann Wolfgang Döbereiner was among the first to notice similarities between what are now known as the alkali metals.

Petalitul (Li Al Si4O10) a fost descoperit în anul 1800 de către chimistul brazilian José Bonifácio de Andrada într-o mină de pe insula Utö, Suedia. Cu toate acestea, abia în 1817 Johan August Arfwedson, lucrând în laboratorul lui Jöns Jacob Berzelius, detectase prezența unui nou element în timpul analizei minereului de petalit. TAcest element nou a fost consemnat ca formând compuși similari cu cei ai sodiului și potasiului, deși carbonații de litiu și hidroxizii de litiu erau mai puțin solubili în apă și având un caracter bazic mai pronunțat decât celelalte metale alcaline Berzelius numise materialul necunoscut "lithion/lithina", din grecescul λιθoς (lithos, însemnând "piatră"), pentru a ilustra descoperirea acestuia într-un material solid (spre deosebire de potasiu, care a fost descoperit în cenușa algelor, precum și sodiul descoperit în sângele animalelor); ulterior, va oferi numele elementului "litiu". Litiul, sodiul și potasiul au făcut parte din descoperirea periodicității tabelului periodic, fiind aflate într-o serie de triade elementare ale aceleași grupe periodice, notate de Johann Wolfgang Döbereiner în 1850 ca având proprietăți similare.

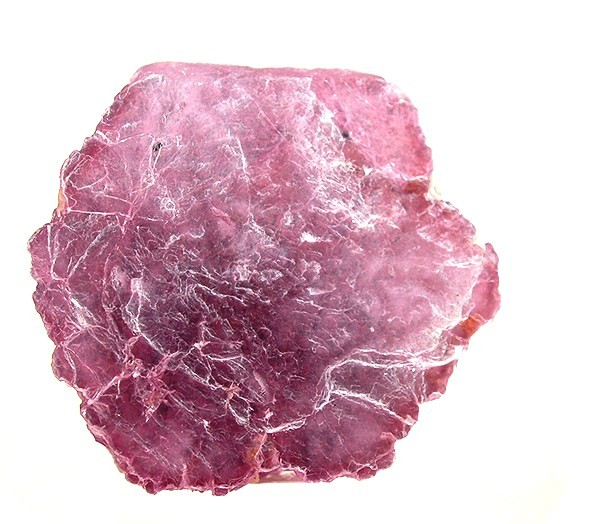
Lepidolite, the rubidium mineral from which rubidium was first isolated

Rubidiul și cesiul au fost primele elemente descoperite cu ajutorul unui spectroscope, inventat în 1859 de către Robert Bunsen și Gustav Kirchhoff. În anul următor, aceștia descoperiseră cesiul în apa minerală din Bad Dürkheim, Germania. Descoperirea rubidiului a fost facută in 1861 în Heidelberg, Germania, ca și component al mineralului lepidolite. Numele de rubidiu si cesiu provin din liniile spectrale cele mai proeminente ale spectrului de emisie: o linie roșie pentru rubidiu (din latinescul rubidus, ce însemna roșu intens) și o linie azurie pentru cesiu (derivat din latinescul caesius).
În jurul anului 1865, John Newlands a realizat o serie de articole unde listase elementele în ordinea creșterii masei atomice și în funcție de proprietățile fizico-chimice care se repetau la un interval de opt elemente; această periodicitate a fost echivalată cu octavele muzicale, unde notele distanțate de o octavă au aceeași funcție muzicală. Versiunea sa grupase metalele alcaline cunoscute la vremea respectiva (de la litiu la cesiu), precum și cuprul, argintul și taliul (ce prezentau numărul de oxidare +1 caracteristic metalelor alcaline), în aceeși grupă periodică. Tabelul său plasase hidrogenul cu halogenii.

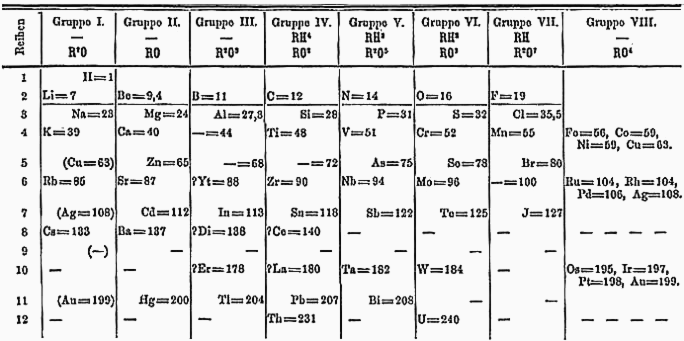
Dmitri Mendeleev's periodic system proposed in 1871 showing hydrogen and the alkali metals as part of his group I, along with copper, silver, and gold

După anul 1869, Dmitri Mendeleev propunea versiunea sa a tabelului periodic, plasând litiul la începutul unei grupe, alături de sodiu, potasiu, rubidiu, cesiu și taliu. Doi ani mai târziu, Mendeleev a revizuit tabelul, plasând hidrogenul în grupa 1 deasupra litiului și mutând taliul în grupa borului. Versiunea din 1871 conținea elementele cupru, argint și aur ca fiind clasate de două ori, o dată ca și componente ale grupei IB și o dată ca fiind în grupa VIII. După introducerea coloanei a 18-a în tabel, grupa IB a fost mutată în poziția lor actuală, în blocul-d, în timp ce metalele alcaline au rămas în grupa IA. Ulterior, numele grupului a fost schimbat in Grupa 1 ÎN ANUL 1988. Denumirea trivială de "metale alcaline" provine de la faptul că hidroxizii elementelor din grupa 1 sunt alcalii puternice atunci când sunt dizolvate în apă.
Au fost cel puțín patru descoperiri greșite și incomplete înainte ca Marguerite Perey de la Institutul Curie din Paris, Franța să descopere franciul în 1939 prin purificarea unei mostre de actiniu-227, a cărui energie de dezintegrare ar fi fost raportată ca fiind de 220 keV. Totuși, Perey observase că particulele se dezintegrau la un nivel energetic sub 80 keV. Perey credea că activitatea de dezintegrare ar fi putut fi cauzată de un produs neidentificat al dezintegrării, ce s-a separat în timpul purificării, dar reapăruse în actiniul-227 pur. Diverse teste au eliminat posibilitatea ca elementul necunoscut să fie toriul, radiul, plumbul, bismutul sau taliul. Produsul nou indica proprietăți chimice specifice metalelor alcaline (cum ar fi co-precipitarea cu sărurile de cesiu), ceea ce a dterminat-o pe Perey să creadă că era vorba de elementul 87, cauzat de dezintegrarea alfa al actiniului-227. Perey a încercat să determine proporția de dezintegrare beta la dezintegrare alfa a actiniului-227ș primul ei test indică raminificarea alfa la 0,6%, valuare ce va fi revizuita de către ea la 1%.
{\displaystyle {\ce {^{227}_{89}Ac}}}  {\displaystyle {\ce {^{223}_{87}Fr}}} {\displaystyle {\ce {^{223}_{88}Ra}}}  {\displaystyle {\ce {^{219}_{86}Rn}}} 
Următorul element clasat sub franciu (eka-franciu) în tabelul periodic ar fi ununennium (Uue), elementul119.:1729–1730 Sinteza ununeniului a fost încercată în 1985 prin bombardarea unui atom de einsteinium-254 cu ioni de calcium-48 în cadrul acceleratorului superHILAC din Berkeley, California. Nici un atom nu a fost identificat, generând o producție limitată de 300nb.
254
99Es

+48
20Ca

→{\displaystyle {\ce {^{302}_{119}Uue*}}}→nici un atom
Este puțin probabil ca această reacție să poată crea orice atom de unuenium în viitorul apropiat, având în vedere sarcina dificilă de a genera suficient einsteinium-254, preferat în producția elementelor ultragrele datorită masei sale mari, timpul de înjumătățire relativ lung de 270 de zile și disponibilitatea în cantități de cîteva micrograme  pentru a avea o țintă suficient de mare pentru a crește sensibilitatea experimentului la nivelul dorit; einsteniul nu a fost întâlnit în natură și a fost produs doar în laboratoare, iar cantitățile disponibile sunt mai scăzute decât necesarul pentru o sinteză eficientă a elementelor supergrele. Cu toate acestea, datorită faptului că ununeniul este primul din elementele perioadei 8 a tabelului periodic extins, ar putea fi descoperit în viitorul apropiat prin alte reacții, o încercare de sinteză fiind deja în curs în Japonia. În prezent, niciunul din elementele perioadei 8 nu au fost descoperite încă, fiind posibil, datorită drip instabilities, ca doar elementele de la baza perioadei 8, până în jurul elementului 128, ar fi posibile din punct de vedere fizic. Nici o încercare de sinteză a elementelor alcaline grele nu a fost făcută: datorită numărului lor atomic extrem de mare, acestea ar necesita metode și tehnologii noi și mult mai puternice.:1737–1739

## Răspândire

### În Sistemul Solar

Estimated abundances of the chemical elements in the Solar system. Hydrogen and helium are most common, from the Big Bang. The next three elements (lithium, beryllium, and boron) are rare because they are poorly synthesised in the Big Bang and also in stars. The two general trends in the remaining stellar-produced elements are: (1) an alternation of abundance in elements as they have even or odd atomic numbers, and (2) a general decrease in abundance, as elements become heavier. Iron is especially common because it represents the minimum energy nuclide that can be made by fusion of helium in supernovae.

Regula Oddo–Harkins susține că elementele chimice cu număr atomic par sunt mult mai comune decât cele cu număr impar, cu excepția hidrogenului. Această regulă argumentează faptul că elementele cu număr atomic par au un proton liber și sunt mult mai predispuși să captureze un altul, crescându-și astfel numărul atomic. Elementele pare prezintă protoni împerecheați, fiecare proton setând rotirea celuilalt, sporind stabilitatea. Toate metalele alcaline au un număr atomic par și nu sunt la fel de comune, precum elementele cu număr par adiacente lor (gazele nobile și metalele alcalino-pământoase) în Sistemul Solar. Metalele alcaline mai grele sunt de asemenea mai puțin răspândite decât cele ușoare, deoarece alcalinele (pornind cu rubidiul) pot fi generate doar in supernove si nu in nucleosinteze stelare. Litiul este de asemenea mai putin abundent decat sodiul si potasiul, fiind putin sintetizat in timpul nucleosintezei Big Bang-ului si al stelelor: Big Bang-ul a putut produce cantitati infime de litiu, beriliu si bor, datorita unui nucler stabil cu 5 sau 8 nucleoni, iar nucleosinteza stelara putea depasi acest prag prin proces triplu-alfa, fuzionand trei nuclei de heliu pentru a forma carbon, si sa depaseasca aceste 3 elemente.

### Pe Pământ

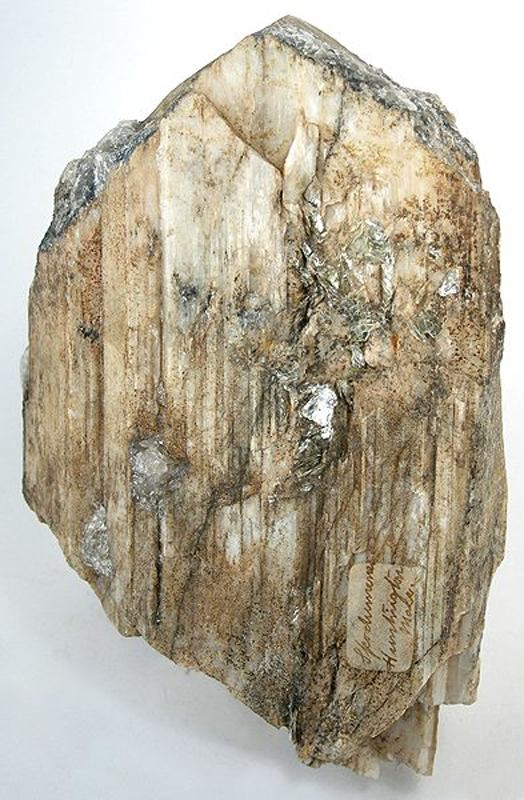
Spodumene, an important lithium mineral

Pământul s-a format din același nor gazos ce a dat naștere Soarelui, însă planetele au dobândit compoziții diferite în timpul formării și evoluției Sistemului Solar. În consecință, istoria naturală a Pamântului indică părți planetare ce prezintă diverse concentrații ale elementelor. Masa terestră este de aproximativ 5.98×1024 kg. Compoziția acesteia constă în fier (32.1%), oxigen (30.1%), siliciu (15.1%), magneziu (13.9%), sulf (2.9%), nichel (1.8%), calciu (1.5%), si aluminiu (1.4%); restul elementelor sunt prezente  in restul de 1.2%. Datorită acestei diferențe planterare, nucleul este considerat a fi compus din fier (88.8%), cantități mai mici de nichel (5.8%), sulf (4.5%) și mai puțin de 1% din restul elementelor.
Metalele alcaline nu apar în stare nativă datorită reactivității lor mari. Acestea sunt litofile, fiind aproape de suprafața terestră din cauza reactivității cu oxigenul, fiind asociate astfel cu silica, permițând formarea unor minerale de densitate joasă ce nu paătrund în nucleul Pamântului. Potasiul, rubidiul și cesiul sunt de asemenea elemente incompatibile datorită razelor ionice mari.
Sodiul și potasiul sunt foarte abundente în scoarța terestră, clasându-se printre cele mai întâlnite elemente; sodiul constituie aproximativ 2.6% din scoața terestră ca și greutate, făcându-l al șaselea cel mai abundent element, precum și cel mai abundent metal alcalin. Potasiul constituie aproximativ  1.5% din scoarța terestră, fiind al șaptelea cel mai abundent element. Sodiul este întâlnit în diverse minerale,dintre care cel mai comun este clorura de sodiu, întâlnită în cantități mari în apa de mare. Alte depozitări solide includ halitul, criolitul, nitratinul și zeolitul. Multe dintre aceste depozitări au aparăut ca rezultat al evaporării unor bazine marine, proces care încă mai apare în locuri precum Great Salt Lake și Marea Moartă.:69 Deși sunt aproape la fel de abundente în scoarța terestră, sodiul este mult mai comun decât potasiul în ocean, datorită mărimii potasiului ce fac ca sărurile lui să fie mai puțin solubile și deoarece potasiul este legat de silicați în sol, iar potasiul este mult mai bine absorbit de plante decât sodiul.:69
În ciuda similarității chimice, litiul nu are tipic alături de sodiu și potasiu, datorită mărimii sale.:69 Datorită reactivității mici, poate fi găsit în apa marină în cantități mării, estimându-se că apa mării conține aproximativ 0.14 - 0.25 parti per million (ppm) sau 25 micromolari. Plasarea apropiată de magneziu permite înlocuirea acestuia în mineralele feromegneziene, unde concentrația scoarței este de 18 ppm, comparativ cu galiul și niobiul. La nivel comercial, lcel mai important mineral de litiu este spodumenul, care apare în depozitări mari la nivel mondial.:69
Rubidiul este aproape la fel de abundent ca și zincul, precum și mult mai abundent decât cuprul. Apare în stare nativă în mineralele leucit, polucit, carnalit, zinnwaldit și lepidolit , deși nici unul din aceste minerale ar conține doar rubidiu și nici un alt metal alcalin.:70 Cesiul este mult mai abundent decât majoritatea elementelor cunoscute, precum antimoniul, cadmiul, staniul și wolframul, insa este mai puțin abundent decât rubidiul.
Francium-223, singurul izotop natural al franciului, este produsul dezintegrării alfa al izotopului de actiniu-227, fiind întâlnit în cantități mici în mineralele uranice O mostră de uraniu, prin estimare, ar conține un singur atom de franciu pentru fiecare 1018 atomi de uraniu. A fost estimat faptul că la orice moment, în scoarța terestră pot exista cel mult 30 de grame de franciu, datorită timpului de înjumătățire de 22 minute.

## Proprietăți

### Fizice și chimice
Proprietățile fizico-chimice ale metalelor alcaline pot fi explicate ușor prin valența configurației lor electronice ns1, rezultând într-o legătură metalică slabă ce determină un caracter redus al durității, densității punctului de topire și al punctului de fierbere, precum și al căldurii de sublimare, vaporizării și al disocierii.:74 Toate metalele alcaline cristalizeaza într-un sistem central cubic,:73 și prezintă identificări distinctive prin culoare în prezența flamei, datorită excitării rapide al electronului distinctiv.:75 Configurația ns1 determină metalele alcaline să aibă raze atomice și ionice mari, precum și o conductivitate termică și electrică înaltă.:75 Natura lor chimică este dominată de cedarea singurului electron de valență pentru a forma numărul de oxidare +1, datorită ușurinței de ionizare al acestui electron și datorită energiei secunde de ionizare foarte mari.:76 Manoritatea reacțiilor chimice au fost observate doar pentru primii cinci membri ai grupului, chimia franciului nefiind bine stabilită datorită caracterului extrem de radioactiv, așadar prezentarea proprietăților acestuia fiind limitată. Puținele informații cunoscute despre franciu arată că are un caracter apropiat de cesiu, iar proprietățile sale fizice sunt și mai obscure deoarece elementul brut nu a fost niciodată observat, majoritatea informațiilor din literatura de specialitate fiind extrapolări speculative. 
| Name                                                                | Litiu          | Sodiu          | Potasiu      | Rubidiu           | Cesiu          | Franciu  |
| ------------------------------------------------------------------- | -------------- | -------------- | ------------ | ----------------- | -------------- | -------- |
| Număr atomic                                                        | 3              | 11             | 19           | 37                | 55             | 87       |
| Masă atomică standard (u)                                           | 6.94(1)        | 22.98976928(2) | 39.0983(1)   | 85.4678(3)        | 132.9054519(2) | [223]    |
| Configurație electronică                                            | [He] 2s1       | [Ne] 3s1       | [Ar] 4s1     | [Kr] 5s1          | [Xe] 6s1       | [Rn] 7s1 |
| Punct de topire (°C)                                                | 180.54         | 97.72          | 63.38        | 39.31             | 28.44          | ?        |
| Punct de fierbere (°C)                                              | 1342           | 883            | 759          | 688               | 671            | ?        |
| Densitate (g/cm3)                                                   | 0.534          | 0.968          | 0.89         | 1.532             | 1.93           | ?        |
| Căldură latentă de topire (kJ/mol)                                  | 3.00           | 2.60           | 2.321        | 2.19              | 2.09           | ?        |
| Căldură de vaporizare (kJ/mol)                                      | 136            | 97.42          | 79.1         | 69                | 66.1           | ?        |
| Căldura de formare a gazului monoatomic (kJ/mol)                    | 162            | 108            | 89.6         | 82.0              | 78.2           | ?        |
| Rezistivitate electrică la 25 °C (nΩ·cm)                            | 94.7           | 48.8           | 73.9         | 131               | 208            | ?        |
| Rază atomică (pm)                                                   | 152            | 186            | 227          | 248               | 265            | ?        |
| Rază ionică a ionului hexacoordonat M+ (pm)                         | 76             | 102            | 138          | 152               | 167            | ?        |
| Prima energie de ionizare (kJ/mol)                                  | 520.2          | 495.8          | 418.8        | 403.0             | 375.7          | 392.8    |
| Afinitate electronică (kJ/mol)                                      | 59.62          | 52.87          | 48.38        | 46.89             | 45.51          | ?        |
| Entalpie de disociere a M2 (kJ/mol)                                 | 106.5          | 73.6           | 57.3         | 45.6              | 44.77          | ?        |
| Electronegativitatea Pauling                                        | 0.98           | 0.93           | 0.82         | 0.82              | 0.79           | ?        |
| Electronegativitatea Allen                                          | 0.91           | 0.87           | 0.73         | 0.71              | 0.66           | 0.67     |
| Potențial de electrod standard (E°(M+→M0); V)                       | −3.04          | −2.71          | −2.93        | −2.98             | −3.03          | ?        |
| Culoarea flăcării Principala emisie/lungimea de undă absorbită (nm) | Purpuriu 670.8 | Galben 589.2   | Violet 766.5 | Roșu-violet 780.0 | Albastru 455.5 | ?        |

Metalele alcaline sunt mult mai similare între ele decât sunt elementele din orice altă grupă. Similaritatea lor este atât de mare, încât este dificil să separi potasiul, rubidiul și cesiul datorită razelor ionice similare; litiul și sodiul prezintă un caracter mai distinct.. Parcurgerea tabelului periodic indică creșterea razei atomice scăderea electronegativității, creșterea reactivității , și scăderea punctelor de fierbere și topire, precum și ale căldurilor de fuzionare și vaporizare.:75 In general, their densities increase when moving down the table, with the exception that potassium is less dense than sodium. One of the very few properties of the alkali metals that does not display a very smooth trend is their reduction potentials: lithium's value is anomalous, being more negative than the others.:75 This is because the Li+ ion has a very high hydration energy in the gas phase: though the lithium ion disrupts the structure of water significantly, causing a higher change in entropy, this high hydration energy is enough to make the reduction potentials indicate it as being the most electropositive alkali metal, despite the difficulty of ionising it in the gas phase.:75
The stable alkali metals are all silver-coloured metals except for caesium, which has a pale golden tint: it is one of only three metals that are clearly coloured (the other two being copper and gold).:74 Additionally, the heavy alkaline earth metals calcium, strontium, and barium, as well as the divalent lanthanides europium and ytterbium, are pale yellow, though the colour is much less prominent than it is for caesium.:74 Their lustre tarnishes rapidly in air due to oxidation. They all crystallise in the body-centered cubic crystal structure,:73 and have distinctive flame colours because their outer s electron is very easily excited. Indeed, these flame test colours are the most common way of identifying them since all their salts with common ions are soluble.:75
All the alkali metals are highly reactive and are never found in elemental forms in nature. Because of this, they are usually stored in mineral oil or kerosene (paraffin oil). They react aggressively with the halogens to form the alkali metal halides, which are white ionic crystalline compounds that are all soluble in water except lithium fluoride (Li F). The alkali metals also react with water to form strongly alkaline hydroxides and thus should be handled with great care. The heavier alkali metals react more vigorously than the lighter ones; for example, when dropped into water, caesium produces a larger explosion than potassium if the same number of moles of each metal is used. The alkali metals have the lowest first ionisation energies in their respective periods of the periodic table because of their low effective nuclear charge and the ability to attain a noble gas configuration by losing just one electron. Not only do the alkali metals react with water, but also with proton donors like alcohols and phenols, gaseous ammonia, and alkynes, the last demonstrating the phenomenal degree of their reactivity. Their great power as reducing agents makes them very useful in liberating other metals from their oxides or halides.:76
The second ionisation energy of all of the alkali metals is very high as it is in a full shell that is also closer to the nucleus; thus, they almost always lose a single electron, forming cations.:28 The alkalides are an exception: they are unstable compounds which contain alkali metals in a −1 oxidation state, which is very unusual as before the discovery of the alkalides, the alkali metals were not expected to be able to form anions and were thought to be able to appear in salts only as cations. The alkalide anions have filled s-subshells, which gives them enough stability to exist. All the stable alkali metals except lithium are known to be able to form alkalides, and the alkalides have much theoretical interest due to their unusual stoichiometry and low ionisation potentials. Alkalides are chemically similar to the electrides, which are salts with trapped electrons acting as anions. A particularly striking example of an alkalide is "inverse sodium hydride", H+Na− (both ions being complexed), as opposed to the usual sodium hydride, Na+H−: it is unstable in isolation, due to its high energy resulting from the displacement of two electrons from hydrogen to sodium, although several derivatives are predicted to be metastable or stable.
In aqueous solution, the alkali metal ions form aqua ions of the formula [M(H2O)n]+, where n is the solvation number. Their coordination numbers and shapes agree well with those expected from their ionic radii. In aqueous solution the water molecules directly attached to the metal ion are said to belong to the first coordination sphere, also known as the first, or primary, solvation shell. The bond between a water molecule and the metal ion is a dative covalent bond, with the oxygen atom donating both electrons to the bond. Each coordinated water molecule may be attached by hydrogen bonds to other water molecules. The latter are said to reside in the second coordination sphere. However, for the alkali metal cations, the second coordination sphere is not well-defined as the +1 charge on the cation is not high enough to polarise the water molecules in the primary solvation shell enough for them to form strong hydrogen bonds with those in the second coordination sphere, producing a more stable entity.:25 The solvation number for Li+ has been experimentally determined to be 4, forming the tetrahedral [Li(H2O)4]+: while solvation numbers of 3 to 6 have been found for lithium aqua ions, solvation numbers less than 4 may be the result of the formation of contact ion pairs, and the higher solvation numbers may be interpreted in terms of water molecules that approach [Li(H2O)4]+ through a face of the tetrahedron, though molecular dynamic simulations may indicate the existence of an octahedral hexaaqua ion. There are also probably six water molecules in the primary solvation sphere of the sodium ion, forming the octahedral [Na(H2O)6]+ ion.:126–127 While it was previously thought that the heavier alkali metals also formed octahedral hexaaqua ions, it has since been found that potassium and rubidium probably form the [K(H2O)8]+ and [Rb(H2O)8]+ ions, which have the square antiprismatic structure, and that caesium forms the 12-coordinate [Cs(H2O)12]+ ion.

#### Lithium
The chemistry of lithium shows several differences from that of the rest of the group as the small Li+ cation polarises anions and gives its compounds a more covalent character. Lithium and magnesium have a diagonal relationship due to their similar atomic radii, so that they show some similarities. For example, lithium forms a stable nitride, a property common among all the alkaline earth metals (magnesium's group) but unique among the alkali metals. In addition, among their respective groups, only lithium and magnesium form organometallic compounds with significant covalent character (e.g. LiMe and MgMe2).
Lithium fluoride is the only alkali metal halide that is poorly soluble in water, and lithium hydroxide is the only alkali metal hydroxide that is not deliquescent. Conversely, lithium perchlorate and other lithium salts with large anions that cannot be polarised are much more stable than the analogous compounds of the other alkali metals, probably because Li+ has a high solvation energy.:76 This effect also means that most simple lithium salts are commonly encountered in hydrated form, because the anhydrous forms are extremely hygroscopic: this allows salts like lithium chloride and lithium bromide to be used in dehumidifiers and air-conditioners.:76

#### Francium
Francium is also predicted to show some differences due to its high atomic weight, causing its electrons to travel at considerable fractions of the speed of light and thus making relativistic effects more prominent. In contrast to the trend of decreasing electronegativities and ionisation energies of the alkali metals, francium's electronegativity and ionisation energy are predicted to be higher than caesium's due to the relativistic stabilisation of the 7s electrons; also, its atomic radius is expected to be abnormally low. Thus, contrary to expectation, caesium is the most reactive of the alkali metals, not francium.:1729 All known physical properties of francium also deviate from the clear trends going from lithium to caesium, such as the first ionisation energy, electron affinity, and anion polarisability, though due to the paucity of known data about francium many sources give extrapolated values, ignoring that relativistic effects make the trend from lithium to caesium become inapplicable at francium. Some of the few properties of francium that have been predicted taking relativity into account are the electron affinity (47.2 kJ/mol) and the enthalpy of dissociation of the Fr2 molecule (42.1 kJ/mol). The CsFr molecule is polarised as Cs+Fr−, showing that the 7s subshell of francium is much more strongly affected by relativistic effects than the 6s subshell of caesium. Additionally, francium superoxide (FrO2) is expected to have significant covalent character, unlike the other alkali metal superoxides, because of bonding contributions from the 6p electrons of francium.